# Prostitution à la Barbade
La prostitution à la Barbade est légale mais les activités connexes telles que la tenue de lupanar et le racolage sont interdites. Le pays est une destination de tourisme sexuel, y compris de tourisme sexuel féminin.
Dans la capitale Bridgetown, il y a un quartier chaud dans la rue Nelson et de la prostitution de rue autour de The Garrison. Environ la moitié des prostituées sont originaires du Guyana.
En 2014, un groupe de prostituées du sud de l'île a commencé à faire chanter des clients. Ils organisaient des séances de sexe en groupe avec les clients et affirmaient plus tard que l'une des prostituées était mineure. Un homme a payé 70 000 $ pour empêcher une fausse plainte pour viol sur mineure.
Le trafic sexuel est un problème dans le pays.

## Trafic sexuel
La Barbade est un pays d'origine et de destination pour les femmes et les enfants victimes de trafic sexuel. Les autorités et les ONG rapportent que des femmes étrangères ont été contraintes de se prostituer à la Barbade. Les immigrants légaux et sans papiers de la Jamaïque et du Guyana sont particulièrement vulnérables à la traite. Le trafic sexuel d'enfants a lieu à la Barbade. Il existe des cas documentés par les des autorités et des ONG selon lesquels des enfants sont victimes de trafic sexuel, y compris par les parents et les tuteurs. Auparavant, les trafiquants opéraient dans le cadre d'une organisation; plus récemment, ils semblent fonctionner individuellement. Les autorités ont noté une utilisation accrue des médias sociaux comme moyen de trouver de futures victimes.
En juin 2016, la loi sur la prévention de la traite des personnes (TIPPA) a été promulguée. Le TIPPA criminalise toutes les formes de traite des êtres humains et est généralement conforme à la définition du droit international, définissant l'«exploitation» au sens large pour inclure l'esclavage, les pratiques similaires à l'esclavage, le travail forcé, la servitude domestique et sexuelle et l'exploitation de la prostitution d'autrui. La peine pour le travail ou le trafic sexuel forcé d'adultes est la même : 25 ans de prison, une amende d'un million de dollars de la Barbade (BDS) (495 050 dollars), ou les deux peines. Le travail ou le trafic sexuel forcé d'enfants est puni d'une amende de deux millions de BDS (990 099 $), de la réclusion à perpétuité ou des deux peines.
Le Bureau de surveillance et de lutte contre la traite des personnes du département d'État des États-Unis classe la Barbade parmi les pays du « niveau 2 ».